# Étienne Soubre (hockeyer)
Étienne Pierre Joseph Soubre (Verviers, 13 maart 1903) was een Belgisch hockeyer.

## Levensloop
Soubre was actief bij La Gantoise HC.
Daarnaast maakte hij deel uit van het Belgisch hockeyteam. Met de nationale ploeg nam hij onder meer deel aan de Olympische Zomerspelen van 1928.
Ook was hij voorzitter van de tennisafdeling van La Gantoise. In deze hoedanigheid volgde hij Marcel Stas de Richelle op. Zelf werd hij in deze functie opgevolgd door Armand Van der Noot.